# Dibgalik
Dibgalik (ros. Дибгалик) – wieś w Rosji, w Dagestanie, w rejonie dachadajewskim. W 2010 liczyła 554 mieszkańców, głównie Dargijczyków.